# Grand masque
Le Grand masque, Masque Imina na sont des masques du peuple dogon (Mali), fabriqué par la société Awa (société des masques) une fois tous les soixante ans, à l'occasion des cérémonies du Sigui.
Long de plusieurs mètres (et à ne pas confondre avec le masque Sirigé également long mais qui, lui, est porté), il est taillé dans un tronc d'arbre entier et n'a pas vocation à être porté. C'est une sorte de planche avec un masque facial taillé à son extrémité.

## Symbolique
À l'origine, selon la cosmogonie dogon, la mort n'existait pas et les hommes se transformaient en serpent. Puis, à la suite d'une rupture d'interdit, la mort apparut. Le Grand Masque représente le premier ancêtre mort sous forme de serpent. Le masque ressemble au corps du serpent et est censé contenir l'âme de l'ancêtre-serpent.

## Utilisation
Le grand masque n'a pas vocation à être porté. Un grand masque est fabriqué à l'occasion de chaque Sigui, c'est-à-dire tous les 60 ans, pour remplacer le précédent. Il est entreposé dans une grotte, avec les anciens grands masques. Lors de sa fabrication, des jeunes sont alors initiés aux cultes de la société Awa (la société des masques), et apprennent le sigui so, la langue secrète. En 1930 Marcel Griaule avait recensé neuf Grands Masques dans le village d'Ibi, témoignant du fait que le culte des masques était pratiqué depuis le XIVe siècle (9 masques x 60 ans = 540 ans).
Le Grand Masque est sorti de la grotte dans laquelle il est conservé avec les anciens grands masques au moment des funérailles d'un dignitaire de masques. On fait un trou dans le toit en terrasse de sa maison et on y place le masque. Étant donné sa grande taille, il est visible de loin. Le masque ainsi exposé est celui qui a été taillé en la présence du défunt quand celui-ci était un futur initié au dernier Sigui.
Le masque est associé à un rhombe, planchette de bois ou de métal que l'on fait tournoyer au bout d'une ficelle et qui produit un son, appelé Imina-Na, la voix du masque.